# Imre Schlosser
Imre Schlosser (* 11. Oktober 1889 in Budapest; † 19. Juli 1959 ebenda), gerufen „Slózi“ (sprich: Schlosi), war ein ungarischer Fußballspieler, der mit Ferencváros Budapest und dem MTK Budapest FC insgesamt 13 Ungarische Meisterschaften und zweimal den Ungarischen Pokal gewann. Dabei wurde er sieben Mal Torschützenkönig, mehrfach Europas erfolgreichster Torjäger und ist mit 411 Treffern bis heute Rekordtorschütze der Nemzeti Bajnokság, der höchsten Liga Ungarns. Schlosser war auch ein Jahr in Österreich beim Wiener AC aktiv. Auch in der Nationalmannschaft seines Landes war er bis 1953 mit 59 Toren in 68 Spielen Rekordschütze, bis Ferenc Puskás (84 Tore) ihn überholte. Zeitweise nannte er sich Imre Lakatos, letzteres ist das ungarische Wort für Schlosser.

## Karriere als Spieler und Trainer

### Vereine
Bei Remeny FC begann Imre Schlosser mit 11 Jahren in der Jugend mit dem Fußballspiel. Als 15-Jähriger wechselte er 1905 zu Ferencváros Budapest. Mit 18 Jahren gewann er in der Runde 1906/07 den ersten Meistertitel mit den Weiß-Grünen von FTC. Als er nach elf Runden im Jahre 1916 zum Lokalrivalen MTK Budapest wechselte, standen sechs Meisterschaften und zusätzlich in der Runde 1912/13 der Gewinn des Pokals zu Buche. Sechsmal in Folge errang er von 1909 bis 1914 dabei auch den ungarischen Torjägertitel. 1911, 1912, 1913 und 1914 war er zugleich der beste Ligatorschütze Europas. Herausragend war seine Trefferquote in der Runde 1910/11, als er in 18 Spielen 38 Treffer erzielte.
Seine Bilanz in den sechs Jahren MTK von 1916 bis 1922 mit sechs Meistertiteln und ebenfalls einem Pokalgewinn in der Saison 1921/22 setzte dem fast noch die Krone auf. Auch bei den Blau-Weißen von MTK hatte Schlosser zwei besonders erwähnenswerte Torjägerbilanzen: 1916/17 traf er in 17 Spielen 38-mal in das Tor und wurde zum siebten Mal Torschützenkönig; 1917/18 in 22 Spielen wurden es sogar 41 Tore, in diesem Jahr wurde er allerdings von seinem sensationellen Mitspieler Alfréd Schaffer mit 42 Toren noch übertroffen. In beiden Runden gewann er mit seinen Kameraden von MTK Hungaria FC auch den Meistertitel. Mit 33 Jahren unterbrach er ab 1922 seine Spielerkarriere und unternahm bei Vívó és Atlétikai Club, IFK Norrköping und Wisła Krakau bis 1925 seine ersten Versuche als Trainer. In der Saison 1925/26 war er Spielertrainer beim Wiener Athletiksport Club. Als der 37-jährige Schlosser in der Runde 1926/27 wieder zu Ferencváros zurückkehrte, gewann er seine siebte Meisterschaft mit dem FTC und erneut den Pokal. Für die Runde 1927/28 war der 39-Jährige noch in ein paar Partien für Budai 33 aktiv. Insgesamt gewann er 13-mal die ungarische Meisterschaft, zweimal den Pokal und holte 7-mal den Titel des nationalen Torschützenkönigs. Von 1905/06 bis 1927/28 (ohne die Jahre 1922/23 bis 1924/25) kam er auf 318 Liga-Spiele mit 417 Toren und gehört damit bis heute zu den erfolgreichsten Ligatorschützen der Welt. Seine Stammposition war auf Halblinks und er wurde auch als der erste Superstar des europäischen Festlandes bezeichnet.

### Nationalmannschaft
Das Debüt in der ungarischen Länderelf hatte der Techniker und Torjäger beim Spiel am 7. Oktober 1906 im Prager Stadion Slavie na Letné gegen Böhmen bei einem 4:4-Unentschieden. Es war das neunte Länderspiel von Ungarn. Vier Wochen später, am 4. November in Budapest, beim 3:1-Erfolg gegen Österreich, gelang Schlosser in seinem zweiten Länderspiel das erste Tor in der Nationalmannschaft. Mit dem Spiel am 10. April 1927 in Wien gegen Österreich beendete er seine Laufbahn in der Nationalmannschaft. Von 1906 bis 1927 hatte er in 68 Länderspielen 59 Tore für Ungarn erzielt. Dabei waren auch die Spiele am 29. Oktober 1911 in Budapest gegen die Schweiz, wobei Schlosser beim 9:0-Sieg alleine sechs Treffer gelangen, und das Spiel bei der Olympiade 1912 in Stockholm gegen Deutschland am 3. Juli, wo er alle drei Tore für den Sieg von Ungarn erzielte. Bei der deutschen Fußballnationalmannschaft spielte an diesem Tag der „Karlsruher“-Sturm mit Karl Wegele, Fritz Förderer, Gottfried Fuchs, Julius Hirsch und Emil Oberle. In diesem Spiel gelang ihm auch als erstem Spieler das 30. Länderspieltor. 31-mal war Schlosser der Kapitän der Ländermannschaft. Berühmter Mannschaftskollege war der „Fußballkönig“ genannte Alfréd Schaffer. Mit acht Toren war er der erfolgreichste Gegenspieler der deutschen Nationalmannschaft. Sein Weltrekord von 59 Länderspieltoren wurde erst am 25. November 1953 beim 6:3-Sieg Ungarns gegen England von Ferenc Puskás überboten, der in diesem Spiel seine Tore Nummer 60 und 61 erzielte.

### Karriereende

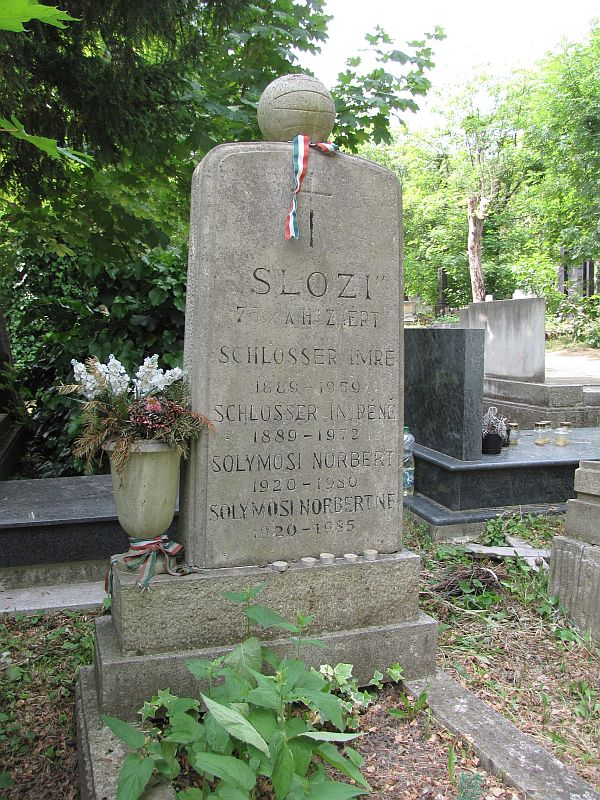
Imre Schlossers Grab auf dem Farkasréti-Friedhof in Budapest

Im Sommer 1928 nahm Schlosser mit einem Match, in dem sich die Auswahlteams der 1. und 2. Liga gegenüberstanden und er das Trikot der letzteren trug, endgültig Abschied von seiner aktiven Laufbahn. Fortan war er nur noch als Trainer tätig. Bei der Jahrhundert-Wahl kam er in Ungarn auf Rang vier, in Europa auf Rang 42. Kirn/Natan heben ihn in ihrem Taschenbuch aus dem Jahre 1958 als „den populärsten Fußballer Ungarns in allen Zeiten“ hervor.
Imre Schlosser starb im Juli 1959 im Alter von 69 Jahren in seiner Heimatstadt Budapest. Er liegt auf dem dortigen Farkasréti temető begraben.

## Titel, Erfolge und Auszeichnungen
- Ungarische Meisterschaft (13): 1906/07, 1908/09, 1909/10, 1910/11, 1911/12, 1912/13, 1916/17, 1917/18, 1918/19, 1919/20, 1920/21, 1921/22, 1926/27
- Ungarischer Pokalsieger (2): 1912/13, 1926/27
- Torschützenkönig der Ungarischen Meisterschaft (7): 1908/09 (30 Tore), 1909/10 (18 Tore), 1910/11 (42 Tore) 1911/12 (40 Tore), 1912/13 (42 Tore), 1913/14 (36 Tore), 1916/17 (38 Tore)